# АФК Киндия Търговище
„Киндия“ (на румънски: Asociația Fotbal Club Chindia Târgoviște; kinˈdia tɨrˈɡoviʃte) е футболен клуб от град Търговище, Румъния.
Основан е през 2011 година. От сезон 2019/20 играе в Лига I, висшата дивизия в шампионата на Румъния по футбол. Дебютен сезон.

## История
Футболен клуб „Киндия“ е основан през на 11 август 2010 година. Община Търговище и бившият национал Георге Попеску в сътрудничество с бившия международен съдия Йон Крачунеску и с поддръжката на феновете основават новия клуб „Киндия“.
Наименуван е на кулата Киндия – символ на града, разположена до стадиона.

## Успехи

### Национални
- Лига II
  -  Шампион (1): 2018/19
- Лига III
  -  Шампион (2): 2010/11, 2014/15

## Български футболисти
- Цветелин Чунчуков: 2022 (0 мача - 0 гола)